# Vatra Dornei
Vatra Dornei es una ciudad con estatus de municipiu de Rumania. Está situada en el distrito de Suceava, en la región histórica de Moldavia. Tiene 16 321 habitantes.

## Geografía
La ciudad se encuentra en la confluencia de los ríos Dorna y Bistriţa en una depresión rodeada de las montañas de Rarău-Giumalău (noreste), Călimani (sur) y Suhard (norte).

## Clima
La temperatura media anual es de 5,2 °C, en julio la temperatura media es de 15 °C y en enero -6 °C.Las lluvias son abundantes: 800 mm anuales. Las días con nieve son 120 al año.

## Demografía
En 2002 la ciudad contaba con 16.321 habitantes de los cuales el 98% étnicos rumanos. En los lugares secundos alemanes y húngaros con una cifra rodeando a 100 personas cada uno.El 94,20% son ortodoxos rumanos, 2,57% católicos, 0,9% pentecostales.
| 1930  | 1948  | 1956   | 1966   | 1977   | 1992   | 2002   |
| ----- | ----- | ------ | ------ | ------ | ------ | ------ |
| 9.826 | 7.078 | 10.822 | 13.815 | 15.873 | 18.488 | 16.321 |

## Economía
Los sectores de la industria más desarrollados son: la industria forestal y procesadora de madera, la industria alimentaria, especialmente la industria procesadora de leche. En la ciudad se encuentran fábricas embotelladoras de agua mineral de las fuentes de la zona. También está bien desarrollado el turismo, el comercio y los talleres artesanales.

## Turismo
La ciudad es un importante balneario por sus aguas minerales y un importante punto turístico por sus montañas y su espacio natural. En la ciudad hay 9 hoteles, muchas pensiones, dos pistas de esquí: Dealu Neagru (3000 m de longitud y 400 m de diferencia de nivel) y Parc (900 m de longitud y 150 m de diferencia de nivel) de nivel de dificultad medio.
Fiestas:
- Las fiestas de la nieve - en febrero
- Muzritm - festival de música para niños y jóvenes - en junio
- El festival de teatro de muñecas Căsuţa din poveşti - en septiembre
- El festival de teatro popular Ion Luca - en octubre
- El festival de costumbres navideñas y de año nuevo: Porniţi Plugul Feţi Frumoşi - 27-28 de diciembre
- Las fiestas tradicionales rumanas de invierno el 24 de diciembre (Steaua), 31 de diciembre (Pluguşorul, Capra, Ursul, Mascaţii, Urători) y 1 de enero (Semănatul y Sorcova)

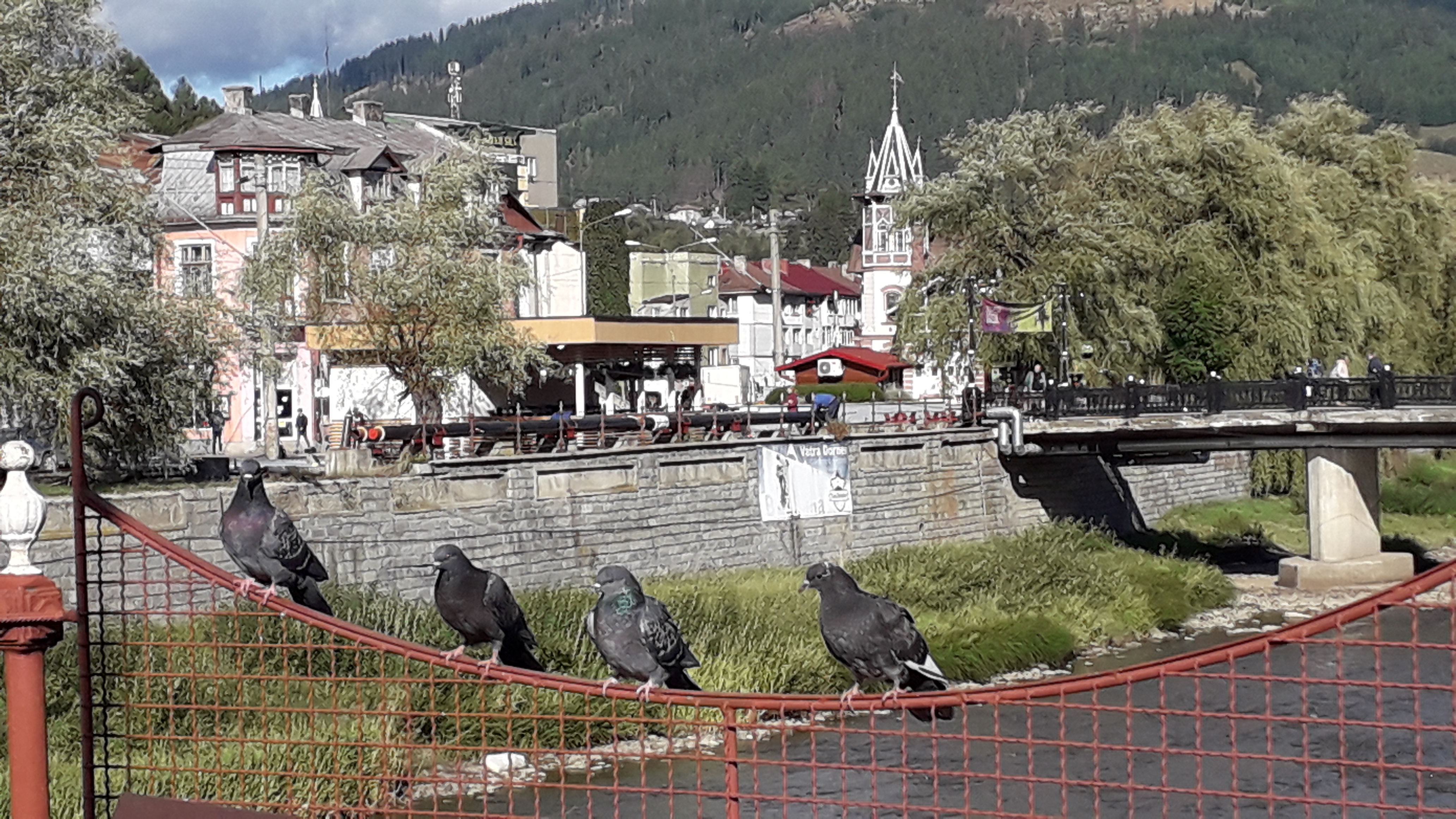
Vatra Dornei. Septiembre 2021

## Centro balneario
Es un importante centro balneario.
Factores naturales:
- aguas minerales hipotonas, termalas, bicarbonatadas-sódicas, cálcicas y ferroginosas.
- lodo de turba oligotrofa poco mineralizada, con contenido grande de coloides orgánicos y ácidos húmicos
- aguas minerales ricas en azufre
- bioclimado tónico, concentración grande con aeroionos negativos
- mofetas naturales de sonda muy puras y ricas en CO2

Hay dos centros de tratamiento que disponen de:
- baños carbogaseosos
- hidroterapia
- electroterapia
- fosfoterapia
- kineticoterapia
- pneumoterapia
- masajes
- mofetas
- tratamiento con lodo para enfermedades ginecológicas

La gama de enfermedades que se trata aquí es muy extensa desde las enfermedades del corazón hasta las enfermedades reumatoides o del pulmón.